# پیکارگر

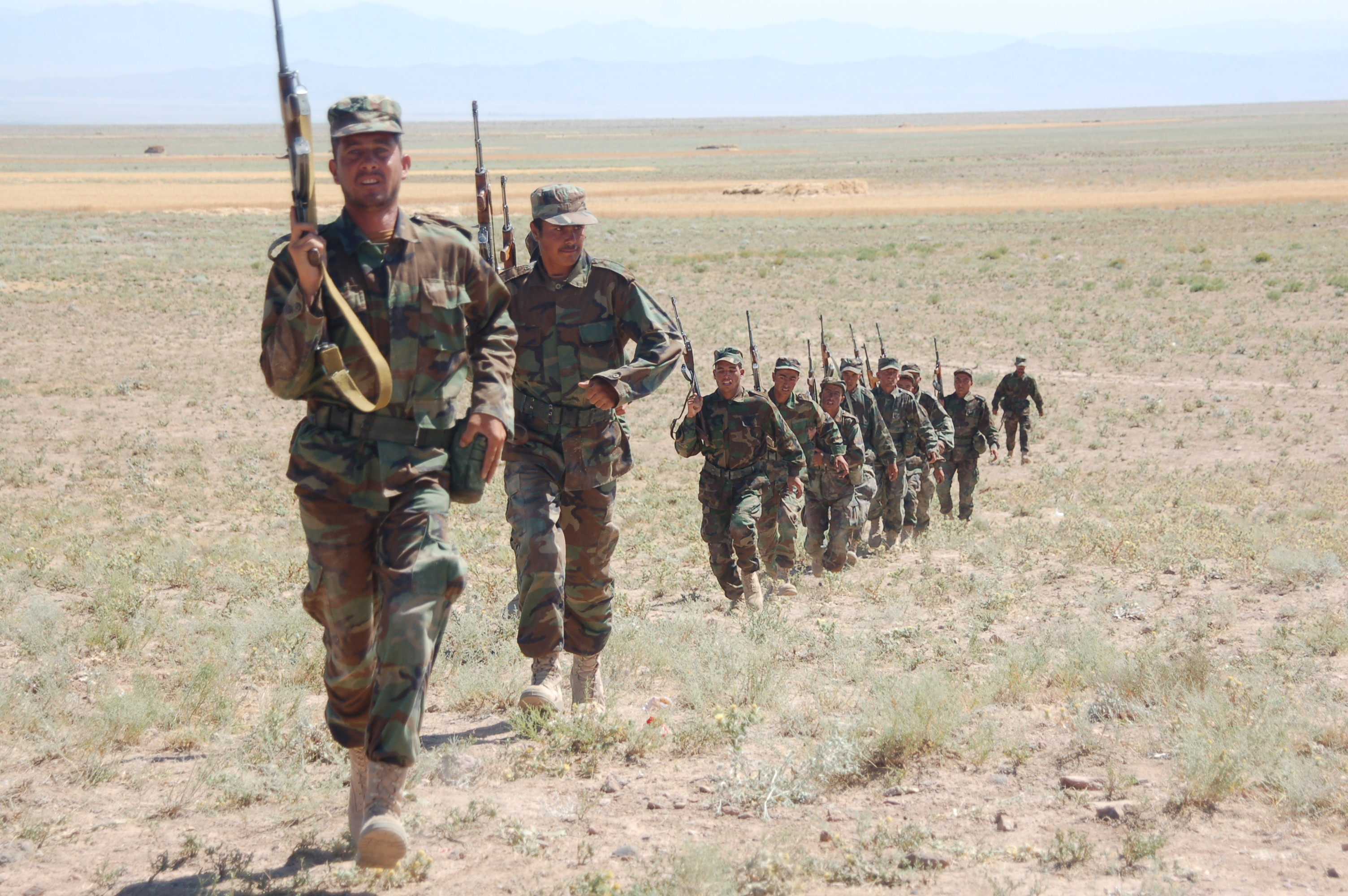
سربازان ارتش ملی افغانستان حین مأموریت گشت در سال ۲۰۱۱، هنگام جنگ در افغانستان (۲۰۲۱–۲۰۰۱)

پیکارگر (انگلیسی: Combatant) وضعیت حقوقی فردی است که در هنگام منازعات مسلحانه بین‌المللی حق دارد به درگیری با دشمن بپردازد. تعریف قانونی «پیکارگر» در ماده ۴۳ بند (۲) پروتکل الحاقی به معاهده منع گسترش سلاح‌های هسته‌ای یکم (AP1) و در کنوانسیون‌های ژنو در سال ۱۹۴۹ قید شده است. این تبیین کننده این است که «اعضای نیروهای مسلح یک طرف درگیری (غیر از پرسنل پزشکی و کلیساها که مشمول ماده ۳۳ کنوانسیون ژنو ۳ هستند) مبارزانی می‌باشند که حق شرکت مستقیم در جنگها را دارند.»

## موقعیت قانونی پیکارگران
براساس قانون حقوق بین‌الملل بشردوستانه (با توجه به قوانین منازعات مسلحانه)، پیکارگران ممکن است در یکی از دو دسته طبقه‌بندی شوند: ممتاز یا غیر شخصی. از جمله سایرین، آن دسته از پیکارگران ممتازی که شرایط خاصی از حقوق بین‌الملل بشردوستانه را نقض کنند، موقعیت قانونی خود را از دست می‌دهند و تبدیل به یک پیکارگر غیرمجاز می‌شوند.